# Ocean Endeavour
Ocean Endeavour (ранее Kristina Katarina (2010—2014), The Iris (2000—2010), Francesca (1996—2000), построен как Константин Симонов (1982—1996)) — шестипалубное круизное судно финской компании Kristina Cruises, построенное по заказу Советского Союза как морской автопассажирский паром класса Дмитрий Шостакович, проект B-492 на верфи Stocnia Szczecinska im Adolfa Warskiego в Щецине Польской Народной Республике и переданное Черноморскому морскому пароходству в Одессе (СССР) в 1982 году. Судами-близнецами являются Дмитрий Шостакович, Георг Отс, Михаил Суслов, Лев Толстой, Михаил Шолохов и Константин Черненко.

## История

### Константин Симонов
Судна было заложено на польской судоверфи в Щецине под номером B 492/03, спущено на воду 17 апреля 1981 года и передано экипажу Дальневосточного морского пароходства под названием Константин Симонов. В свой первый рейс судно отправилось из Риги на Кубу, а возвратилось в Одессу. Ввиду отсутствия реальной загрузки на Дальнем Востоке было принято решение об использовании судна на Крымско-Кавказской линии и решение о передаче судна было оформлено 10 августа 1982 года, в результате чего судно принял черноморский экипаж во главе с капитаном С. И. Родиным. Судно совершало круизы по Чёрному, Средиземному и Балтийскому морю. Новым капитаном стал С. Г. Северов. После гибели круизного судна Михаил Лермонтов 16 февраля 1986 года для восполнения утраты судно по приказу Министерства морского флота было передано на основании приёмосдаточного акта от 9 января 1987 года Балтийскому морскому пароходству. В 1987—1988 годах судно было модернизировано на западногерманской верфи Lloyd Werft в Бремерхафене, после чего проработало на линии Ленинград — Хельсинки — Петербург до 1996 года, спустив за этот период советский и подняв российский флаг. 18 мая 1996 года судно было арестовано в Кильском порту за неуплату наделанных «новыми русскими» долгов и было продано с молотка компании Pakartin Shipping Co. Ltd, которая присвоила Константину Симонову романтическое девичье имя -

### Francesca
и поставила судно под флаг островного государства Кипр. Порт приписки — Лимасол. В сентябре 2000 года судно приобрела компания Abcus Shipping Ltd и переименовало последнее в

### The Iris
и сменила флаг на мальтийский. И вновь изменился порт приписки, на этот раз им стала старинная Валлетта. Израильская компания Mano Maritime поставила судно на линию Одесса — Хайфа, где оно эксплуатировалось вплоть до 2009 года.

### Kristina Katarina
11 декабря 2009 судно усиленного ледового класса 1A приобрела финская судоходная компания Kristina Cruises для замены построенного в 1960 году судна Kristina Regina. 24 февраля 2010 года была оформлена регистрация в финском регистре, на судне был поднят финский флаг, портом приписки был выбран порт Котка. Модернизация судна осуществлялась концерном Almaco в Котке и Наантали, в ходе которой обновлению подверглись все 193 каюты, лестничные площадки, общественные помещения, конференц-зал, ресторан и многое другое. 28 августа 2010 года обновлённое судно отправилось из Котка через Таллин в Хельсинки. 31 августа 2010 года Kristina Katarina отправилась в свой первый круиз в Средиземное море.В 2012 году Kristina Katarina совершает круизы по Средиземному и Чёрному морю, поднимаясь с повышением температуры всё севернее и севернее. В июне 2012 года совершает «внутренний круиз» по Финскому заливу с выходом из Хельсинки 20 июня — Сааремаа — Висбю — Мариехамн и возвращением в Хельсинки 24 июня.
8 января 2014 года судно было продано иностранным инвесторам. и было переименовано.